# Calanthosoma

Calanthosoma (лат.) — род мелких жуков из семейства темнотелки (Trogossitidae). Южная Америка.

## Распространение
Южная Америка: Антиллы, Бразилия, Венесуэла.

## Описание
Среднего размера жуки-темнотелки буровато-чёрного цвета с рыжеватыми отметинами на надкрыльях, длина около 9 мм. Форма тела вытянутая. Усики 11-и члениковые. Жвалы с 2 апикальными зубцами. Фронтоклипеальный шов отсутствует. Тело покрыто ямками, бороздками и волосками. Переднеспинка сбоков с микрозазубринами. Предположительно хищники.

## Систематика
Род был впервые выделен в 1876 году австрийским энтомологом Эдмундом Райттером (1845—1920). Валидный статус подтверждён в ходе ревизии семейства темнотелок, проведённой в 2013 году чешским колеоптерологом Иржи Колибачем (Jiří Kolibáč ; Moravian Museum, Department of Entomology, Брно, Чехия), род включён в трибу Egoliini (вместе с Acalanthis, Egolia, Necrobiopsis и Paracalanthis) в составе подсемейства Trogossitinae.
- Calanthosoma flavomaculatum  Reitter, 1876typus; Антиллы, Венесуэла
- Calanthosoma grouvellei  Léveille, 1899 (Marnia); Бразилия
- Calanthosoma sallei  Léveille, 1889 (Marnia); Венесуэла
- Calanthosoma sipolisi  Léveille, 1889 (Marnia); Бразилия